# 自然に反する
「自然に反する」（仏: Contre nature（）、英: Against Nature）は、セリーヌ・ディオンのアルバム『1人の女と4人の男』からの3枚目のシングル（ただし販促用のみのリリース）。2004年3月29日にフランス語圏の国々で発売された。

## 概要
作詞・作曲はディオンの前作「風に吹かれるままに」や「男たちの金すべて」を担当したジャン=ジャック・ゴールドマン。
Didier Kerbratの監督により撮影されたミュージックビデオは、2004年3月27日にモハーヴェ砂漠で撮影され2004年4月26日に公開された。このビデオは2005年に発売されたディオンのフランス語曲ベストアルバムのビデオ集『オン・ヌ・シャンジュ・パ』に収録されている。また、メイキング映像もこのDVDに特典映像として収録されている。
ランキングチャートにおいてはケベック州で2位を記録している。
後に発売されたディオンのライブアルバム『ア・ニュー・デイ・・・』のフランス版にボーナスラックとして収録されている。
この曲は、2005年に発売されたディオンのフランス語曲ベスト・アルバム『オン・ヌ・シャンジュ・パ』にも収録されている。

## 収録曲
フランス版販促用CDシングル
1. 「自然に反する」（ラジオ・エディット） – 3:30

## 公式編曲版
1. 「自然に反する」（ラジオ・エディット） – 3:30
2. 「自然に反する」（アルバムバージョン） – 4:10

## チャート
| チャート（2004年）                            | 最高位 |
| --------------------------------------------- | ------ |
| ベルギー フランデレン地域圏・シングルチャート | 70     |
| ベルギー ワロン地域圏・シングルチャート       | 38     |
| ケベック有線チャート                          | 2      |